# Catedrala Ecimiadzin
Catedrala Ecimiadzin (armeană Էջմիածնի մայր տաճար, Ēǰmiatsni mayr tačar) este biserica mamă a Bisericii Apostolice Armene, localizată în orașul Vagharshapat (Ecimiadzin), Armenia. Potrivit savanților, este prima catedrală construită în Armenia antică, și este considerată cea mai veche catedrală din lume.
Biserica inițială a fost construită  la începutul secolului IV—între 301 și 303 potrivit tradiției—de sfântul protector al Armeniei, Grigore Luminătorul, în urma adoptării creștinismului ca religie de stat de regele Tiridate al III-lea. A înlocuit templul preexistent, simbolizând convertirea de la păgânism la creștinism. Nucleul actualei clădiri a fost construit în 483/4 de Vahan Mamikonian după ce catedrala a fost puternic avariată de invazia persană. De la fondarea sa până la a doua jumătate a secolului al V-lea, Ecimiadzin a fost sediul catolicosului⁠(d), liderul suprem al Bisericii Armene.
Deși niciodată nu și-a pierdul însemnătatea, catedrala a suferit ulterior secole de neglijare.  În 1441, a fost restaurată ca sediu al catolicosului și a rămas așa până azi. De atunci, episcopia mamă Sf. Ecimiadzin a devenit sediul administrativ al Bisericii Armenești. Ecimiadzin a fost jefuită de safevizi în 1604, când moaștele și pietrele au fost luate de la catedrală și duse la New Julfa⁠(d) într-o încercare de a submina atașamentul armenilor față de patria lor. De atunci, catedrala a trecut prin mai multe renovări. Clopotnițele au fost adăugate în ultima jumătate a secolului șaptesprezece, iar în 1868 a fost construită o sacristie la marginea estică a catedralei. Astăzi, catedrala încorporează stiluri din diferite perioade ale arhitecturii armene⁠(d). I s-a diminuat importanța în epoca sovietică timpurie, dar a renăscut din nou în a doua jumătate a secolului douăzeci și în cadrul Armeniei independente. 
Ca principal sanctuar al armenilor religioși creștini din toată lumea, Ecimiadzin a fost și este o locație importantă în Armenia nu doar în sens religios, ci și politic și cultural. Un important punct de pelerinaj, este unul dintre cele mai vizitate locuri din țară. Alături de câteva biserici importante medievale timpurii aflate în apropiere, catedrala a fost introdusă în lista Patrimoniului Mondial de către UNESCO în 2000.